# Ноен
Ноен (нім. Nohen) — громада в Німеччині, розташована в землі Рейнланд-Пфальц. Входить до складу району Біркенфельд. Складова частина об'єднання громад Біркенфельд.
Площа — 7,50 км2. Населення становить 340 ос. (станом на 31 грудня 2020).

## Галерея

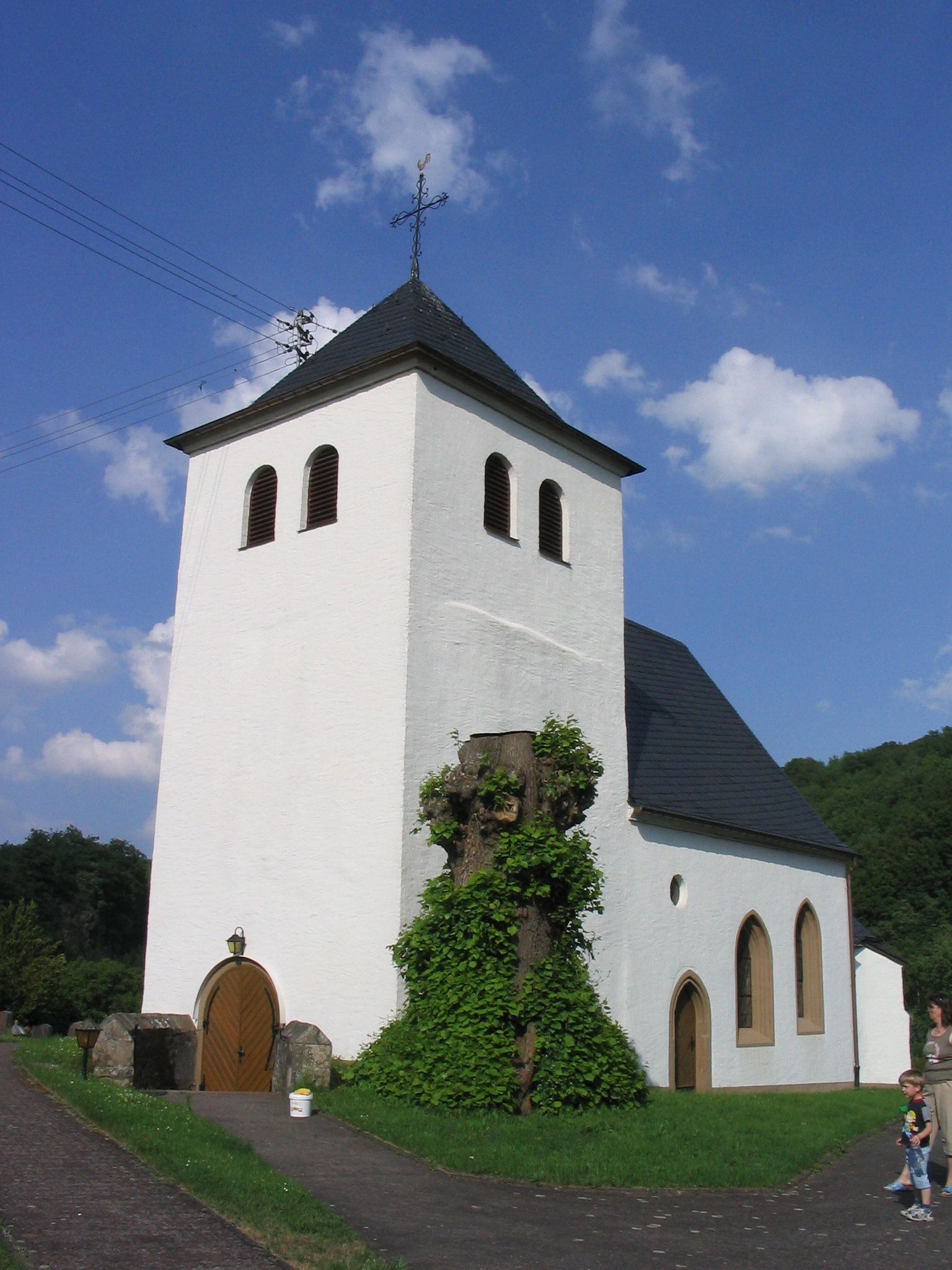